# De Bruijn-gráf
A B(n,k) De Bruijn-gráf olyan irányított gráf, amelynek csúcsai egy adott n elemű ábécé összes k hosszúságú szavai, és két csúcs akkor van összekötve egy irányított éllel, ha az első csúcs utolsó k-1 betűje megegyezik a második csúcs első k-1 betűjével.

## Értelmezése
A B(n,k) De Bruijn-gráf csúcsai az n elemű A halmaz elemeiből képzett összes k hosszúságú szó (azaz a1a2...ak alakú szavak, ahol az a1, a2, ..., ak, nem feltétlenül különböző elemek, mind az A halmazból vannak). Az a1a2...ak csúcsból irányított él vezet a b1b2...bk csúcsba, ha a2a3...ak=b1b2...bk-1, és ekkor az élt a1a2...akbk jelöli.

## Példa
n=2 és k=3 esetében, azaz kétbetűs ábécé (pl. 0 és 1) és hárombetűs szavak (azaz 000, 001, 010, 011, 100, 101, 110, 111) esetében az infoboxban látható gráfot kapjuk. A 001 csúcsból például van irányított él a 010 csúcsba, mivel 01 közös a két csúcs között. A megfelelő él címkéje: 0010 (a 001 és 010 egymásra csúsztatása). Minden csúcsból 2 él megy ki, és minden csúcsba 2 él megy be.

## Története
Nevét Nicolaas Govert de Bruijn holland matematikusról kapta, aki egy 1946-ban közölt cikkében használta ezt a fogalmat, habár tőle függetlenül I. J. Good 1946-ban szintén használta egy cikkében.
Később kiderült, hogy a fogalom valamilyen formában már sokkal hamarabb ismert volt, mivel C. Flye Sainte-Marie már 1896-ban leírta. Helyesen De Bruijn-gráfként kell írni, habár gyakrabban szerepel de Bruijn-gráfként, helytelenül.

## Tulajdonságok
- A B(n,k) gráfnak nk csúcsa és nk+1 éle van.
- Minden csúcsból n él fut ki, és minden csúcsba n él fut be.
- Minden De Bruijn-gráf tartalmaz Hamilton-kört és zárt Euler-vonalat.
- Egy Hamilton-kör törlésével a gráf összefüggő marad (azaz, ha eltekintünk az irányítástól, a gráf bármely két csúcsa között van út)
- A B(n,k) De Bruijn-gráfban (n!)n k-1/nk  Hamilton-kör van.

A B(n,k+1) gráf a B(n,k) élgráfja, azaz a B(n,k) élei lesznek a B(n,k+1) csúcsai, és ez utóbbinak két csúcsa össze lesz kötve egy irányított éllel, ha a két csúcsnak megfelelő eredeti két él egymásutáni a B(n,k) gráfban. Az alábbi ábrán látható, hogyan alakítható a kék színű B(2,1) gráf a piros színű B(2,2) gráffá, majd ez a B(2,2) gráf a zöld színű B(2,3) gráffá.
Két Hamilton-kör élfüggetlen, ha nem tartalmaz közös élt. Bond és Iványi 1987-ben megfogalmazta a máig nem bizonyított sejtést, miszerint  n>2, k>0 esetében a B(n,k) gráfban n-1 élfüggetlen Hamilton-kör van.

## Nem irányított De Bruijn-gráfok
Ha elhagyjuk az élek irányítását, a többszörös éleket egyetlen eggyel helyettesítjük, és töröljük a hurkokat, akkor nem irányított De Bruijn-gráfokat kapunk. Sok csúcs esetén igen szép ábrákat eredményez.
|  |  |

|  |  |  |

```
\documentclass
{
article
}

\usepackage
{
tikz
}

\usepackage
[nomessages]
{
fp
}

\textwidth
=15cm

\newcommand
{
\DeBruijn
}
[2]
{

 
% #1 n

 
% #2 k

\begin
{
tikzpicture
}
[rotate=90,scale=3] 
%% ábra elforgatása 90 fokkal, 3-szoros nagyítással

\FPeval\result
{
round(#1
^
#2:0)
}
      
%% n k-adik hatványa

\pgfmathtruncatemacro
{
\p
}{
\result
}
%

\pgfmathtruncatemacro
{
\pp
}{
\p
-1
}
    
%% a k-adik hatvány mínusz 1

  
\foreach
 
\i
 in 
{
0,...,
\pp
}

  
{

    
\path
 (360/
\p*\i
:1cm) node (X
\i
) 
{
 
}
;    
%% csúcsok egyenletes elosztása a körön

    
\draw
[fill=magenta]
 (X
\i
) circle  (1pt); 
%% csúcsok rajzolása

  
}

  
   
\foreach
 
\i
 in 
{
0,...,
\pp
}

  
{

     
\foreach
 
\k
 in 
{
1,...,#1
}

       
{

          
\pgfmathtruncatemacro
{
\kk
}{
\k
-1
}

          
\pgfmathtruncatemacro
{
\r
}{
mod(#1*
\i
+
\kk
,
\p
)
}
;
          
\draw
[fill=green]
 (X
\i
) -- (X
\r
);  
%% élek rajzolása

       
}

  
}

 
\end
{
tikzpicture
}

}

\begin
{
document
}

\DeBruijn
{
2
}{
7
}
 
\DeBruijn
{
2
}{
8
}

\DeBruijn
{
5
}{
3
}
 
\DeBruijn
{
9
}{
2
}

\end
{
document
}

```